# Utrine
Utrine (serbisch Утрине / Utrine, ungarisch Törökfalu) ist ein Dorf in Serbien in der autonomen Provinz Vojvodina, im Okrug Severni Banat. Es gehört der Opština Ada an.

## Bevölkerung
1991 hatte das Dorf 1143 Einwohner, davon waren
- 1106 Ungarn (96,8 %)
- 21 Jugoslawen
- 13 Serben (1,1 %)
- 1 Roma
- 1 Kroate
- 1 Unbekannt.

2002 hatte das Dorf 1038 Einwohner, davon waren
- 1012 Ungarn (97,5 %)
- 9 Serben (0,9 %)
- 7 Roma
- 3 Jugoslawen
- 1 Albaner
- 6 äußerten sich nicht.

## Landwirtschaft
Die Mehrheit der Bevölkerung ist in der Landwirtschaft tätig. Hauptsächlich werden Getreidearten und Pflanzen für die Tiernahrung angebaut. Darüber hinaus werden noch Tiere gezüchtet, hierbei vor allem Rinder und Schweine.
Haupteinnahmequelle der Menschen ist die Milchproduktion.

## Bildung
Die örtliche Schule besuchen ca. 100 Schüler. Jährlich werden ungefähr zwölf Schüler neu eingeschrieben. Neben der Schule gibt es auch einen Kindergarten.

## Infrastruktur
Das Dorf hat eine landwirtschaftliche Genossenschaft, die Freiwillige Feuerwehr Utrine, eine Arztpraxis, Geschäfte, eine landwirtschaftliche Apotheke, sowie eine Tankstelle.